# Landkreis Rostock
Landkreis Rostock er en landkreis i den nordlige og midterste del af den tyske delstat Mecklenburg-Vorpommern.

## Tidligere landkreise
Landkreisen opstod i 2011, da Landkreis Bad Doberan og Landkreis Güstrow blev slået sammen til én landkreis. 

## Alternative navne
Området udgør sammen med Hansestadt Rostock planlægningsregionen "Landkreis Mittleres Mecklenburg/Rostock". 
Ved en folkeafstemning den 4. september 2011 var der flertal for navnet Landkreis Rostock. Alternativet var "Landkreis Güstrow-Bad Doberan".

## Byer og kommuner
(Indbyggertal pr.  2018-12-31
)
Byer og amtsfrie kommuner
| 1. Bad Doberan, Stadt * (12491) 2. Dummerstorf (7459) 3. Graal-Müritz (4079) 4. Güstrow, Stadt * (29241) 5. Kröpelin, Stadt (4784) 6. Kühlungsborn, Stadt (7896) 7. Neubukow, Stadt * (3918) 8. Sanitz (5969) 9. Satow (5767) 10. Teterow, Stadt * (8470) |

Amter med tilhørende byer og kommuner 

* markerer sæde for amtsforvaltningen
| - 1. Amt Bad Doberan-Land (11940) [Administrationsby: Bad Doberan] 1. Admannshagen-Bargeshagen (2880) 2. Bartenshagen-Parkentin (1345) 3. Börgerende-Rethwisch (1673) 4. Hohenfelde (797) 5. Nienhagen (1972) 6. Reddelich (942) 7. Retschow (930) 8. Steffenshagen (525) 9. Wittenbeck (876) - 2. Amt Bützow-Land (16123) 1. Baumgarten (770) 2. Bernitt (1582) 3. Bützow, Stadt * (7799) 4. Dreetz (203) 5. Jürgenshagen (1101) 6. Klein Belitz (832) 7. Penzin (130) 8. Rühn (603) 9. Steinhagen (688) 10. Tarnow (1069) 11. Warnow (907) 12. Zepelin (439) - 3. Amt Carbäk (7895) 1. Broderstorf * (3861) 2. Poppendorf (706) 3. Roggentin (2661) 4. Thulendorf (667) - 4. Amt Gnoien (5768) 1. Altkalen (784) 2. Behren-Lübchin (917) 3. Boddin (Ugyldig Metadata-Nøgle 13072016) 4. Finkenthal (301) 5. Gnoien, Stadt * (2880) 6. Lühburg (Ugyldig Metadata-Nøgle 13072068) 7. Walkendorf (886) | - 5. Amt Güstrow-Land (9563) [Administrationsby: Güstrow] 1. Glasewitz (436) 2. Groß Schwiesow (305) 3. Gülzow-Prüzen (1551) 4. Gutow (1006) 5. Klein Upahl (231) 6. Kuhs (313) 7. Lohmen (776) 8. Lüssow (929) 9. Mistorf (638) 10. Mühl Rosin (1099) 11. Plaaz (767) 12. Reimershagen (404) 13. Sarmstorf (487) 14. Zehna (621) - 6. Amt Krakow am See (8746) 1. Dobbin-Linstow (482) 2. Hoppenrade (642) 3. Krakow am See, Stadt * (3461) 4. Kuchelmiß (633) 5. Lalendorf (3528) - 7. Amt Laage (8897) 1. Diekhof (Ugyldig Metadata-Nøgle 13072025) 2. Dolgen am See (660) 3. Hohen Sprenz (521) 4. Laage, Stadt * (6396) 5. Wardow (1320) - 8. Amt Mecklenburgische Schweiz (8125) [Sitz: Teterow] 1. Alt Sührkow (394) 2. Dahmen (469) 3. Dalkendorf (253) 4. Groß Roge (631) 5. Groß Wokern (1011) 6. Groß Wüstenfelde (819) 7. Hohen Demzin (362) 8. Jördenstorf (875) 9. Lelkendorf (459) 10. Prebberede (741) 11. Schorssow (469) 12. Schwasdorf (444) 13. Sukow-Levitzow (479) 14. Thürkow (391) 15. Warnkenhagen (328) | - 9. Amt Neubukow-Salzhaff (6637) [Administrationsby: Neubukow] 1. Alt Bukow (474) 2. Am Salzhaff (513) 3. Bastorf (1077) 4. Biendorf (1196) 5. Carinerland (1235) 6. Kirch Mulsow (Ugyldig Metadata-Nøgle 13072052) 7. Rerik, Stadt (2142) - 10. Amt Rostocker Heide (9759) 1. Bentwisch (3197) 2. Blankenhagen (1040) 3. Gelbensande * (1687) 4. Mönchhagen (1260) 5. Rövershagen (2575) - 11. Amt Schwaan (7828) 1. Benitz (397) 2. Bröbberow (623) 3. Kassow (326) 4. Rukieten (329) 5. Schwaan, Stadt * (5022) 6. Vorbeck (352) 7. Wiendorf (779) - 12. Amt Tessin (6577) 1. Cammin (745) 2. Gnewitz (185) 3. Grammow (155) 4. Nustrow (152) 5. Selpin (470) 6. Stubbendorf (154) 7. Tessin, Stadt * (3872) 8. Thelkow (449) 9. Zarnewanz (395) - 13. Amt Warnow-West (17181) 1. Elmenhorst/Lichtenhagen (4162) 2. Kritzmow * (3875) 3. Lambrechtshagen (2855) 4. Papendorf (2531) 5. Pölchow (953) 6. Stäbelow (1378) 7. Ziesendorf (1427) |